# Åstön (naturreservat)
Åstön, tidigare Åstöns skjutfält, är ett naturreservat längst ut på Tynderölandet i Timrå kommun i Västernorrlands län.

## Historia
Naturreservatet är ursprungligen ett militärt skjutfält inrättat 1948, till Sundsvalls luftvärnskår (Lv 5). År 1982 överfördes förvaltningen av skjutfältet till Västernorrlands regemente (I 21/Fo 23). Skjutfältet omfattade då cirka 720 ha och var luftvärnets bästa skjutfält. Den nedrustning som gjordes av försvaret under 1990-talet, där Västernorrlands regemente, Norrlands kustartilleriförsvar och Härnösands kustartilleriregemente (NK/KA 5) i Västernorrlands län avvecklades, resulterade i att skjutfältet inte längre fyllde någon funktion inom försvaret. Därför avvecklades det och överläts till Timrå kommun. Sommaren 2005 inledde Försvarsmakten saneringsarbetet av skjutfältet, på ett 350 hektar stort område. Saneringen beräknades då pågå i två till tre år. I december 2009 publicerade Försvarsmakten sin slutrapport om saneringen, vilken bland annat konstaterade att över 1 000 granater hade plockats upp från havsbottnen vid Leskäret utanför Åstön.

## Geografi
Området är naturskyddat sedan 2000 och är 396 hektar stort. Reservatet omfattar sydöstra delen av Åstön och består av klippstränder, havsvikar, berghällar och mager skogsmark. Och även av ängsmark och några mindre myrar av rikkärrtyp.